# Erzbistum Durango

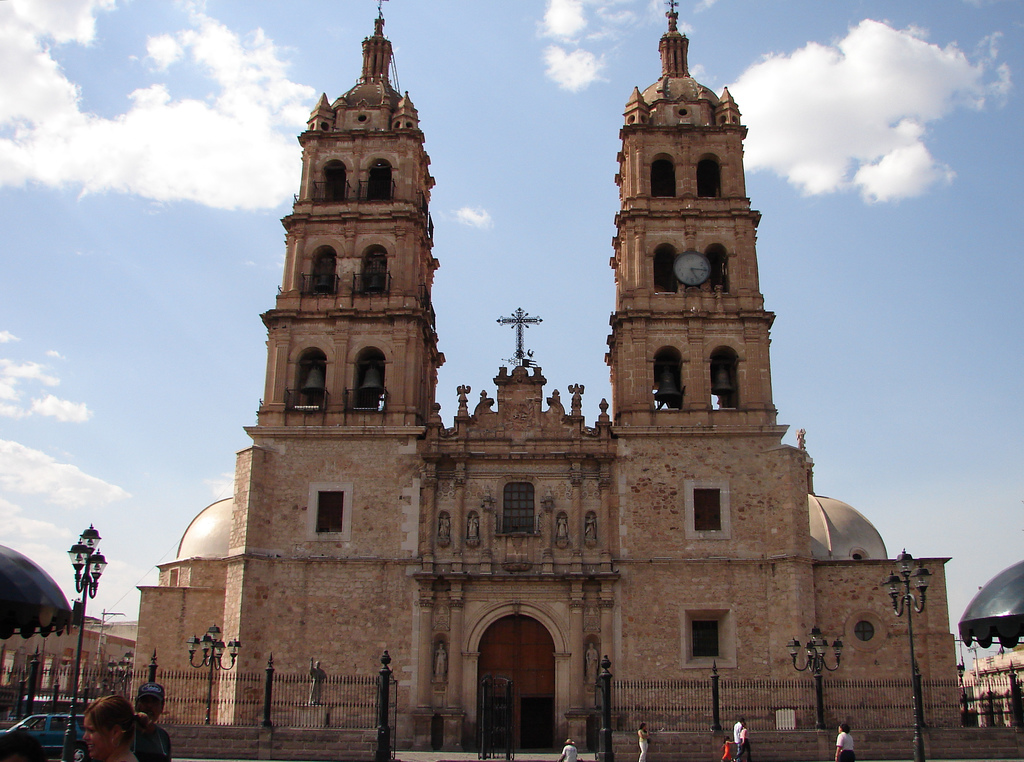
Kathedrale Nuestra Señora in Victoria de Durango

Das Erzbistum Durango (lat.: Archidioecesis Durangensis, span.: Arquidiócesis de Durango) ist eine in Mexiko gelegene römisch-katholische Erzdiözese mit Sitz in Victoria de Durango.

## Geschichte
Das Erzbistum Durango wurde am 28. September 1620 durch Papst Paul V. aus Gebietsabtretungen des Bistums Guadalajara als Bistum Durango errichtet. Am 7. Mai 1779 gab das Bistum Durango Teile seines Territoriums zur Gründung des Bistums Sonora ab. Weitere Gebietsabtretungen erfolgten am 18. Juli 1826 zur Gründung des Bistums Saint Louis und 1850 zur Gründung des Apostolischen Vikariates New Mexico. Das Bistum Durango gab am 23. Juni 1891 Teile seines Territoriums zur Gründung des Bistums Chihuahua ab.
Am 23. Juni 1891 wurde das Bistum Durango durch Papst Leo XIII. zum Erzbistum erhoben. Das Erzbistum Durango gab am 22. November 1958 Teile seines Territoriums zur Gründung des mit der Apostolischen Konstitution Qui hominum errichteten Bistums Mazatlán ab. Weitere Gebietsabtretungen erfolgten am 13. Januar 1962 zur Gründung der Territorialprälatur Jesús María del Nayar und am 10. Juni 1968 zur Gründung der mit der Apostolischen Konstitution Non habentibus errichteten Territorialprälatur El Salto. Am 25. November 2008 gab das Erzbistum Durango Teile seines Territoriums zur Gründung des Bistums Gómez Palacio ab.

## Ordinarien

### Bischöfe von Durango
- Gonzalo Hernandez y Hermosillo y Gonzalez OSA, 1620–1631
- Alonso de Franco y Luna, 1632–1639, dann Bischof von La Paz
- Francisco Diego Díaz de Quintanilla y de Hevía y Valdés OSB, 1639–1653, dann Bischof von Antequera
- Pedro de Barrientos Lomelin, 1655–1658
- Juan Aguirre y Gorozpe, 1659–1671
- Juan Ortega y Montañés, 1672–1675, dann Bischof von Guatemala
- Bartolomé Garcia de Escañuela OFM, 1676–1684
- Manuel de Herrera OFM, 1686–1689
- García Felipe de Legazpi y Velasco Altamirano y Albornoz, 1691–1700, dann Bischof von Michoacán
- Manuel de Escalante Colombres y Mendoza, 1699–1704, dann Bischof von Michoacán
- Ignacio Diez de la Barrera, 1705–1709
- Pedro de Tapiz y Garcia, 1714–1722
- Benito Crespo y Monroy OS, 1722–1734, dann Bischof von Tlaxcala
- Martín de Elizacoechea, 1735–1745, dann Bischof von Michoacán
- Pedro Anselmo Sánchez de Tagle, 1747–1757, dann Bischof von Michoacán
- Pedro Zamorana Romezal, 1757–1768
- José Vicente Díaz Bravo OCarm, 1769–1772
- Antonio Macarulla Minguilla de Aguilain, 1772–1781
- Esteban Lorenzo de Tristán y Esmenota, 1783–1793, dann Bischof von Guadalajara
- José Joaquín Granados y Gálvez OFM, 1794
- Francisco Gabriel de Olivares y Benito, 1795–1812
- Juan Francisco Castañiza Larrea y Gonzalez de Agüero, 1815–1825
- José Antonio Laureano de Zubiría y Escalante, 1831–1863
- José Vicente Salinas e Infanzón, 1868–1891

### Erzbischöfe von Durango
- José Vicente Salinas e Infanzón, 1891–1894
- Santiago de Zubiría y Manzanera, 1895–1909
- Francisco de Paula Mendoza y Herrera, 1909–1923
- José María González Valencia, 1924–1959
- Lucio Torreblanca, 1959–1961
- Antonio López Aviña, 1961–1993
- José Trinidad Medel Pérez, 1993–2002
- Héctor González Martínez, 2003–2014
- José Antonio Fernández Hurtado, 2014–2019, dann Erzbischof von Tlalnepantla
- Faustino Armendáriz Jiménez, seit 2019